# レ・セルクー
レ・セルクー （Les Cerqueux）は、フランス、ペイ・ド・ラ・ロワール地域圏、メーヌ＝エ＝ロワール県のコミューン。

## 地理

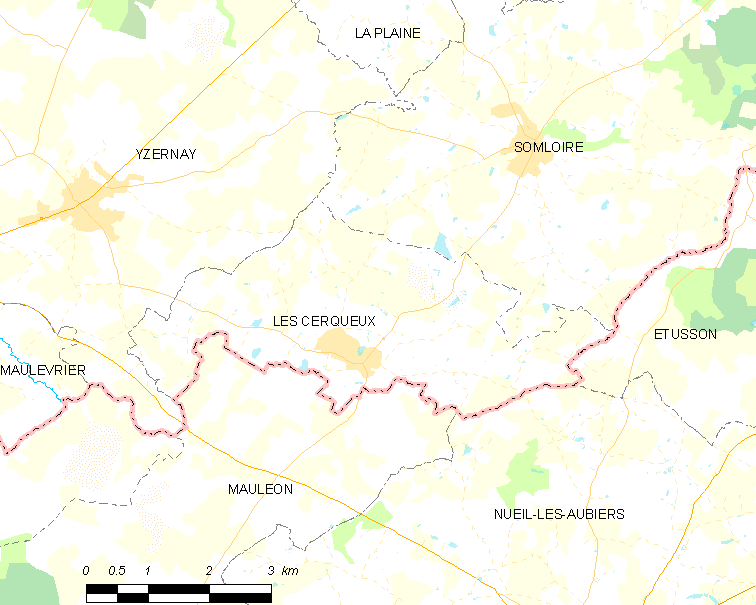
レ・セルクーの位置

県の最南端にあり、かつてのアンジューに含まれる。本質的には農村コミューンである。ドゥー＝セーヴル県との近さは、レ・セルクーの役場と教会が300mほどしか離れていないのと同じくらいである。ショレの南東19km、アンジェの南53kmの距離にある。
中心の村は標高148mの高原にあり、ドゥー＝セーヴル県から通じる県道147号線が通る。この県道はサントーバン＝ド＝ボービニェからソンロワールとヴィイエに向かうもので、3世紀もの間、唯一の交通手段として公式の地図に記載されていた。イゼルネから通る県道148号線もコミューンに通じる。18世紀には、現在の道路と同じ輪郭を共有する方法しかなかった。
面積は1836ヘクタールである。この面積は18世紀にははるかに広かった。ラ・セヴリーのドメーヌはドゥー＝セーヴル県に併合されるまでレ・セルクーの教区の一部であり、フランス革命が起きた後にサントーバン・ド・ボービニェの一部となった。
コミューンの座標はカナダ、ケベック州の位置と同じである。
地質学上はモージュ地方に属し、地盤は、主として花崗岩質の変成岩と頁岩で構成されるアルモリカ山塊とつながっている。花崗岩質の地盤は、コミューン内に2か所の採石場があることで証明される。
アルモリカ山塊が全体的にそうであるように、地中で構成された岩石が古生代（ヘルシニア造山運動）に上昇し断片化された。変形の動きに伴って、浸食の過程で主に花崗岩でできた丸みを帯びた小山が出現した。近くのヴァンデやポワトゥーと同様、こうした小山の頂上が標高の高い場所となり、時にはピュイ（Puy）と呼ばれるようになった。
地形学上、コミューンの面積はモージュ地方の高原に含まれる。レ・セルクーの風景は、低木や生け垣で区切られるヴァンデ・ボカージュ地方の風景と同じである。ボカージュを見渡せば、野原のほとんどは、スイカズラ、野生のバラ、ヒイラギ、サンザシ、ニワトコといった低灌木の生け垣で囲まれている。
ヴァンデのように、農村の住宅の屋根には瓦が使われている。一方で古い建物には、近接するブルターニュを想起させる、花崗岩と頁岩が使われている。
わずかな雑木の林が旧ダヨン城の近くを除いて残る。
コミューンに大きな河川は流れていない。ラ・ポムレー川はムーラン・ド・ラ・セーヴル潟から流れ出し、ドゥー＝セーヴル県との境を流れる。

## 由来
時がたつにつれて、教区そしてコミューンは現在のLes Cerqueuxとなるまで様々な名をつけられた。1309年にSerquex de Maulévrier、1448年にSarcofaye、1648年にSercueils de La Séverie、1652年にSerqueux de Maulévrier、1668年にCercofagi de Monlevro、1790年にLes Cercueils de Maulévrier、Les Cerqueux de Maulévrier、1996年にLes Cerqueux（1996年8月10日の官報）である。
しかし、Cerqueuxの語源はおそらくはるか遠い昔にさかのぼる。Cerqueuxという語は、古いガロ＝ローマ時代の言葉でラテン語のCircus（円）からきているかもしれない。ケルトのルーツを持って形成された現代的な言葉Chromlech（chromは円、lechは聖なる石）と同義語である。
言語学者・翻訳家であるジャン・アレクサンドルは、Cerqueuxの語源をcercueils（棺）だとする。これはラテン語のサルコファガスから生じており、棺という言葉は墓を定義するからである。我々は、この地が古い時代のモレヴリエ領主の埋葬地であったと推測できる。一方でモレヴリエ領主が誰もそこに埋葬されなかったことが示されている。

## 歴史

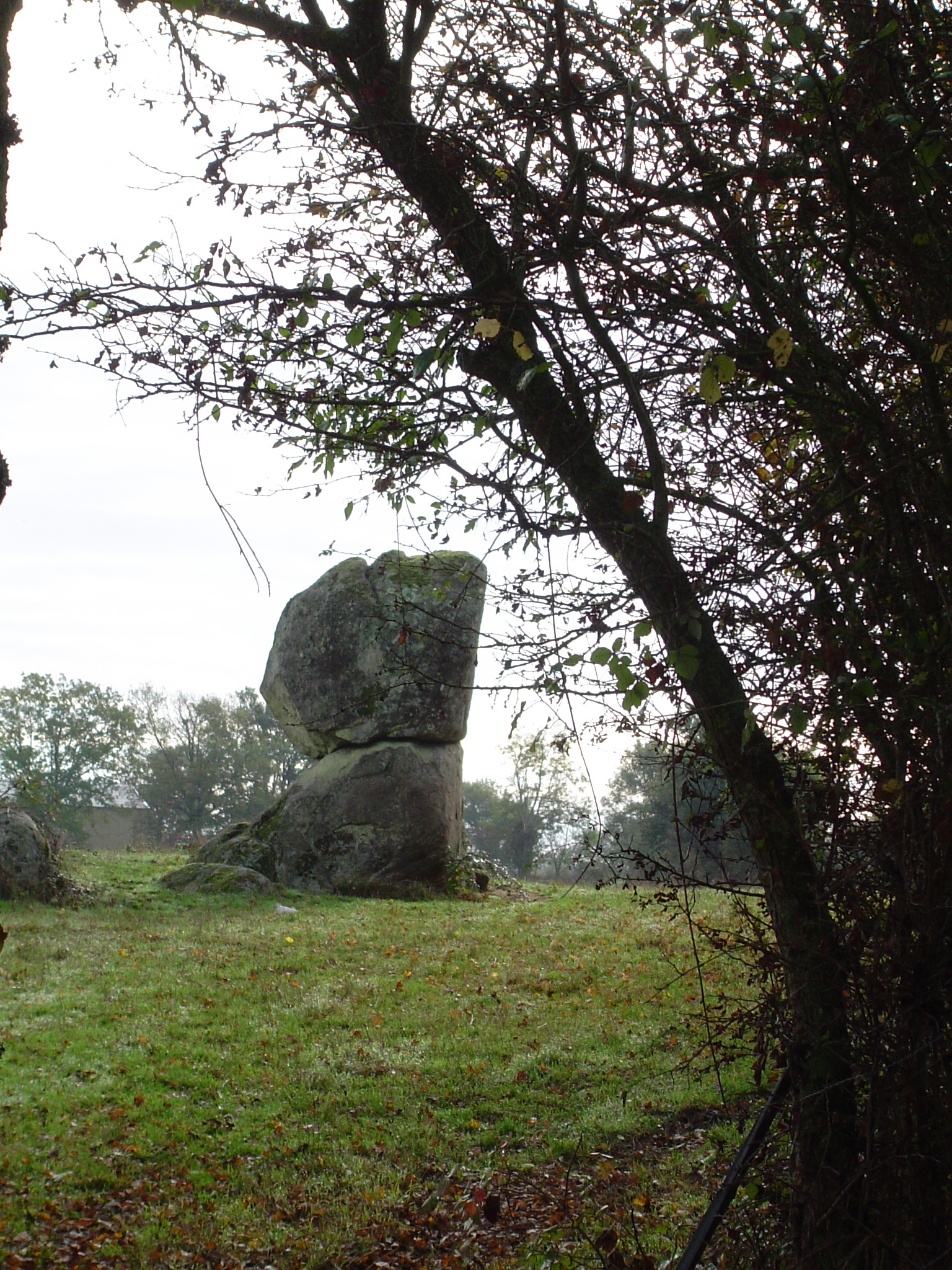
ラ・フシュリー地区にある積み上げられた石、ラ・ピエール・レヴェ。ケルト起源とみられる

閃緑岩を磨いてつくった斧が2つ、コミューンで発見されている（1つをショレの博物館が所蔵）。ル・ヴァ・デ・ピエール、ラ・ピエール・レヴェ、ル・グラン、ル・プティ・シロンといった場所は、先史時代の集落であることを明らかにしているようにみえる。ガロ＝ローマ時代の遺構はレ・セルクーに残っていない。しかし、ローマの駐屯地跡が、アンジェとサントをつなぐローマ街道近くにあったラ・グランド・トロシュにあったと議論がされている。一方で、ケルトの遺跡は豊富である。レ・セルクーが新石器時代に重要な埋葬場所であったことは疑いがない。
12世紀、レ・セルクー教区はサン＝ジュアン＝ド＝マルヌ修道院に属していた。おそらく創設はもっと古い。モレヴリエのセルクー教会（Ecclesiam de Sarcos de Malebrario）がはじめて言及されるのは、修道院長ニコラがローマ教皇アレクサンデル3世から修道院の所有を認定された1179年の教書である。。
12世紀、教区の領主は最初はモレヴリエ伯、その後ラ・セヴリー領主とかわった。この領域は城主圏を形成していたが城塞は14世紀の半ばには破壊され、その後領域の大部分はラ・セヴリー領に移った。14世紀初頭に生まれたギヨーム・デ・セルクーは、1367年にラ・セヴリー領主と認められている。妻マリー・デ・セルクーとの間に生まれたのが、息子のマセである。マセの娘ジャンヌ・デ・セルクーはラ・セヴリーの領主となった。15世紀初め、ジャンヌがジャン・デュ・ピュイ・デュ・フーと結婚してもうけたのが息子モーリスである。1473年より前にジャン・デュ・ピュイ・デュ・フーは亡くなり、レ・セルクーの教会に埋葬された。寡婦となったジャンヌはギィ・ド・ロシュフォールと再婚した。ギィ・ド・ロシュフォール1479年にモレヴリエ領主から彼の席や紋章を教会内にもうける許可を得て、その後没した。

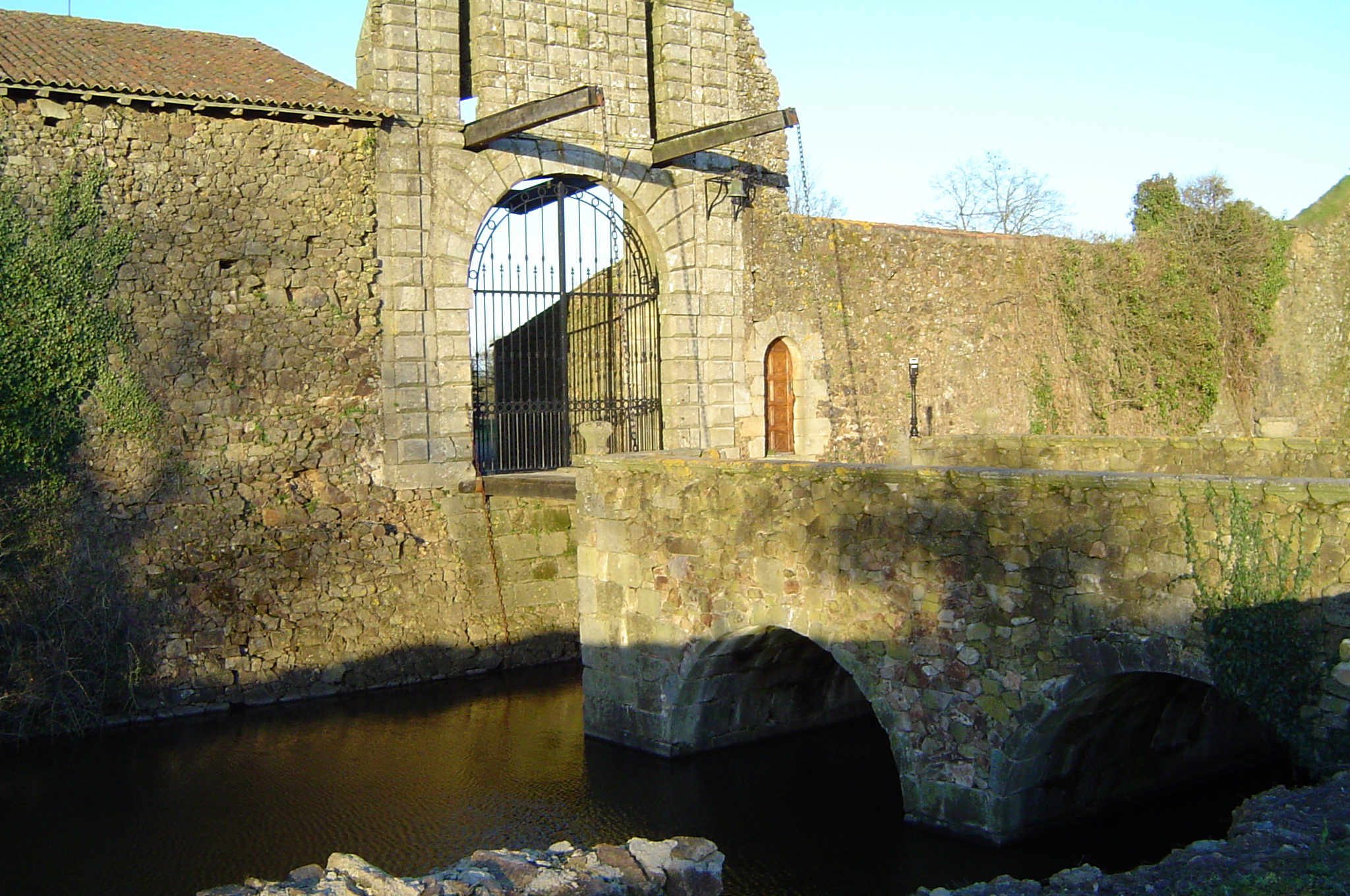
ラ・セヴリー城の入り口

ジャンヌ・デ・セルクーの息子モーリス・デュ・ピュイ・デュ・フーは1485年にモミュソン家の娘と結婚した。彼の息子がルネである。ルネは正統なラ・セヴリー領主となった。しかし、彼の祖母であるジャンヌ・デ・セルクーが3度目の夫ジャック・ド・ダヨンとの間にピエールをもうけたため、領主に数えられることはなかった。ダヨン家はその後、デュ・ピュイ・デュ・フー家を犠牲にしてもレ・セルクーの支配権を得ようとした。16世紀の間裁判が続けられた。その後、ユグノー戦争が起こり教区を悩ませた。ウゼーブ1世・デュ・ピュイ・デュー・フー家が当時ラ・セヴリー領主で、ラ・ガナシュの知事、ポワトゥー中将であった。彼はカトリック・リーグ側の有力者として名を連ね、16世紀後半の間熱心に領土で戦った。ユグノー側の報復として、1596年1月31日、ラ・セヴリー城に火が放たれた。同じ日、ロシュポ伯が1596年2月4日からの休戦を授けたため、残念な出来事であった。
宗教戦争が眠りにつくと、レ・セルクー教区の権利を充当する目的で、ラ・セヴリー領主とモレヴリエ領主との間で裁判が始まった。モレヴリエ領主グフィエ・ド・ロアンヌは、デュ・ピュイ・デュ・フー家とダヨン家の対立が再燃すると、『火中の栗を拾う』ことを望んだ。17世紀前半までこの裁判が続いた。
ウゼーブ1世・デュ・ピュイ・デュ・フーには子供が2人いた。シュザンヌはフィリップ・ド・ラ・エ・モンボーと結婚した。ウゼーブ2世はルイーズ・フランソワーズ・ティラクーを妻とした。ルイーズ・フランソワーズは夫に先立たれると、ニオール知事ヌイヤン氏と再婚した。彼は、ラ・セヴリーで過ごしたことのある、フランソワーズ・ドービニェの代父であった人物である。到着すると、フランソワーズ・ドービニェは侍女として仕えた。ヌイヤン夫人は、レ・セルクーの教区司祭にフランソワーズ・ドービニェの宗教教育をゆだねることに決めた。若いフランソワース・ドービニェはその後詩人ポール・スカロンと結婚し、死別後に宮廷に上がり、マントノン侯爵夫人の称号を賜り、ルイ14世の貴賤結婚の妻となる。
デュ・ピュイ・デュ・フー家は男系の相続人がなく、女系の血統であるラ・エ・モンボー家が継承した。1767年、クドレ・モンボー領主フランソワ・アベル・ジャムロンがラ・セヴリー男爵の称号を得た。
フランス革命が起こると、かつては『高貴な住民』と呼ばれた強力な家系は終焉を迎えた。
ルイ16世の王権のため、当初レ・セルクーの役場当局は、行政上の教区を交換した。これは1787年8月の選挙で選ばれた。潜在的な有権者として98人の世帯主がおり、そのうちたった26人だけが年齢や収入という固定条件を考慮して投票の可能性を持っていた。ほとんど農村からなる教区であり、レ・セルクーの教区主任司祭が土地の1/5を所有していた。これはモージュ地方で最も割合が大きいところの1つだった。同様に、慈善事務所の存在があり、住民が全体的に貧困状態にあったことを証明している。
この選挙では、ラ・グランド・フシュリー村に住む39歳の農夫ジャン・ジョゼフ・ブロソーが管財人に選出された。彼は補佐役にピエール・シモノーとピエール・ボナンを命じた。この3人で、教区に払う税金の支払い義務のうち20%を支払った。
1789年3月4日、村の宿屋で教区に対して第3身分陳情書が書かれた。彼らは主に塩税の廃止と、貴族や聖職者の金銭的利益の廃止を求めており、このことはアンジューの他の土地と変わりなかった。レ・セルクーはのちにヴァンデ・ミリテール（ヴァンデ反徒が主流の地域を示す用語）と呼ばれた地域の中心に近く、ショレとの距離は20km、シャティヨン・シュル・セーヴルとは12km、アンリ・ド・ラ・ロシュジャクランの領地から8km、ニコラ・ストフレの領地から10kmしか離れていなかった。レ・セルクー教区は、1793年の出来事から逃れようがなかった。この間、1792年8月から始まったブレシュイール攻撃ではすでに一部の兵士たちが加わっていた。
レ・セルクーはヴァンデ戦争で重い代償を支払った。50人以上の兵士が殺害された。中心の村と、周辺の農家は2度も焼かれた。1794年1月1日、ラ・ロシュジャクランと共和国側のグリニョン将軍の軍との戦いの終わりに放火され、2度目は同年の3月14日、グリニョン将軍率いる地獄部隊によって焼かれたと、3月16日にテュローが報告している。最終的に、コミューンが革命前の人口数を取り戻すまで50年の年月、2世代後までかかったことに注意しなければならない。
1799年のオービエの戦い、1815年の百日天下では犠牲者は出ていない。革命の間、ラ・セヴリー城は国有資産として売却された。ショーヴァン・エルサンだけが競売に参加した。彼は、二オールに住んでいた息子トネの利益にするため安くラ・セヴリーを買った。20世紀になって、ラ・セヴリー城は、トネ家の娘と結婚していたブリ伯が所有した。

## 人口統計
| 1962年 | 1968年 | 1975年 | 1982年 | 1990年 | 1999年 | 2007年 | 2013年 |
| ------ | ------ | ------ | ------ | ------ | ------ | ------ | ------ |
| 582    | 569    | 540    | 548    | 632    | 641    | 796    | 889    |

人口グラフ

参照元:1962年から1999年まで人口の2倍カウントなし。1999年までEHESS/Cassini、2004年以降INSEE

## ギャラリー

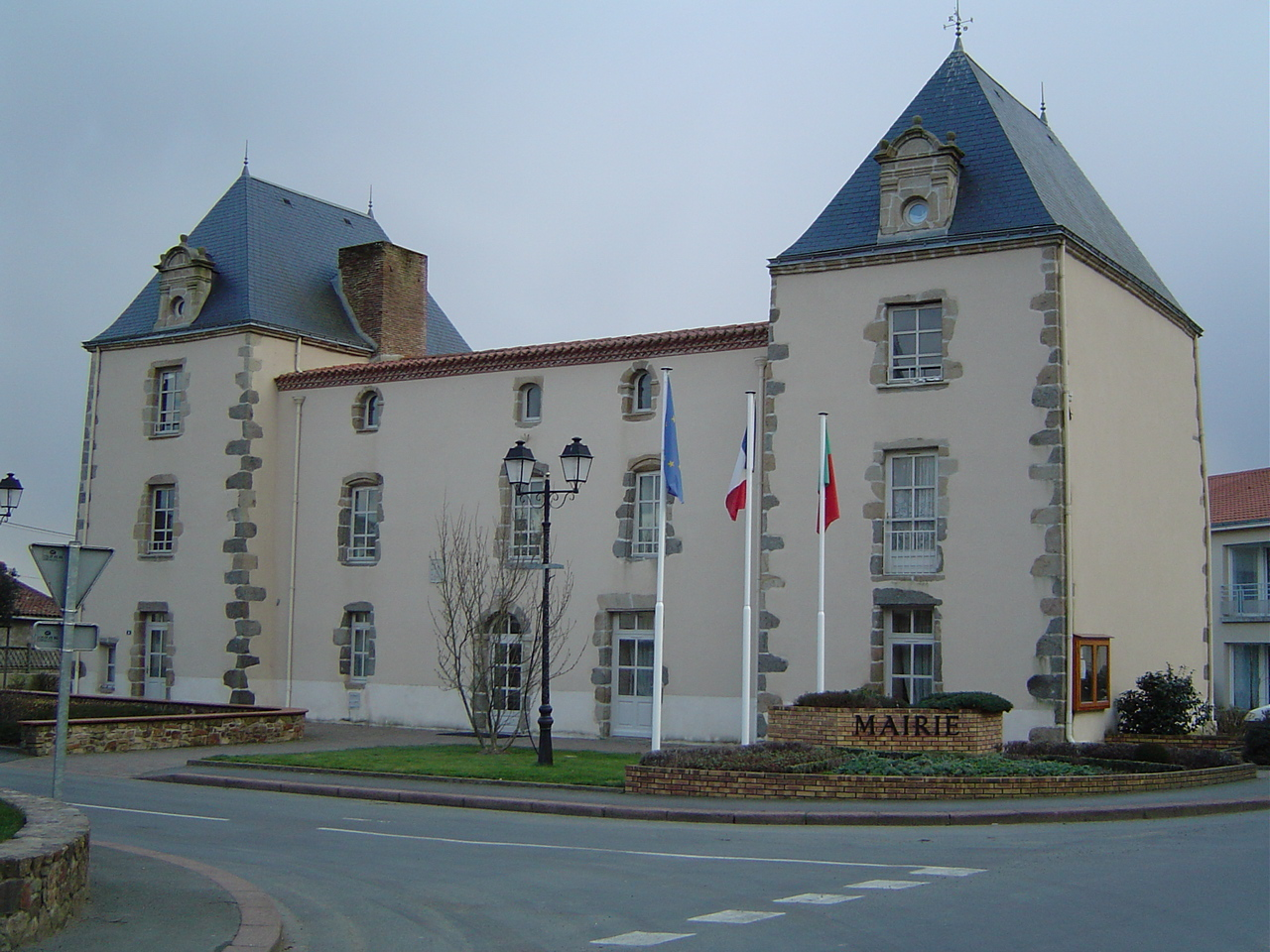
16世紀の住居。現在は役場
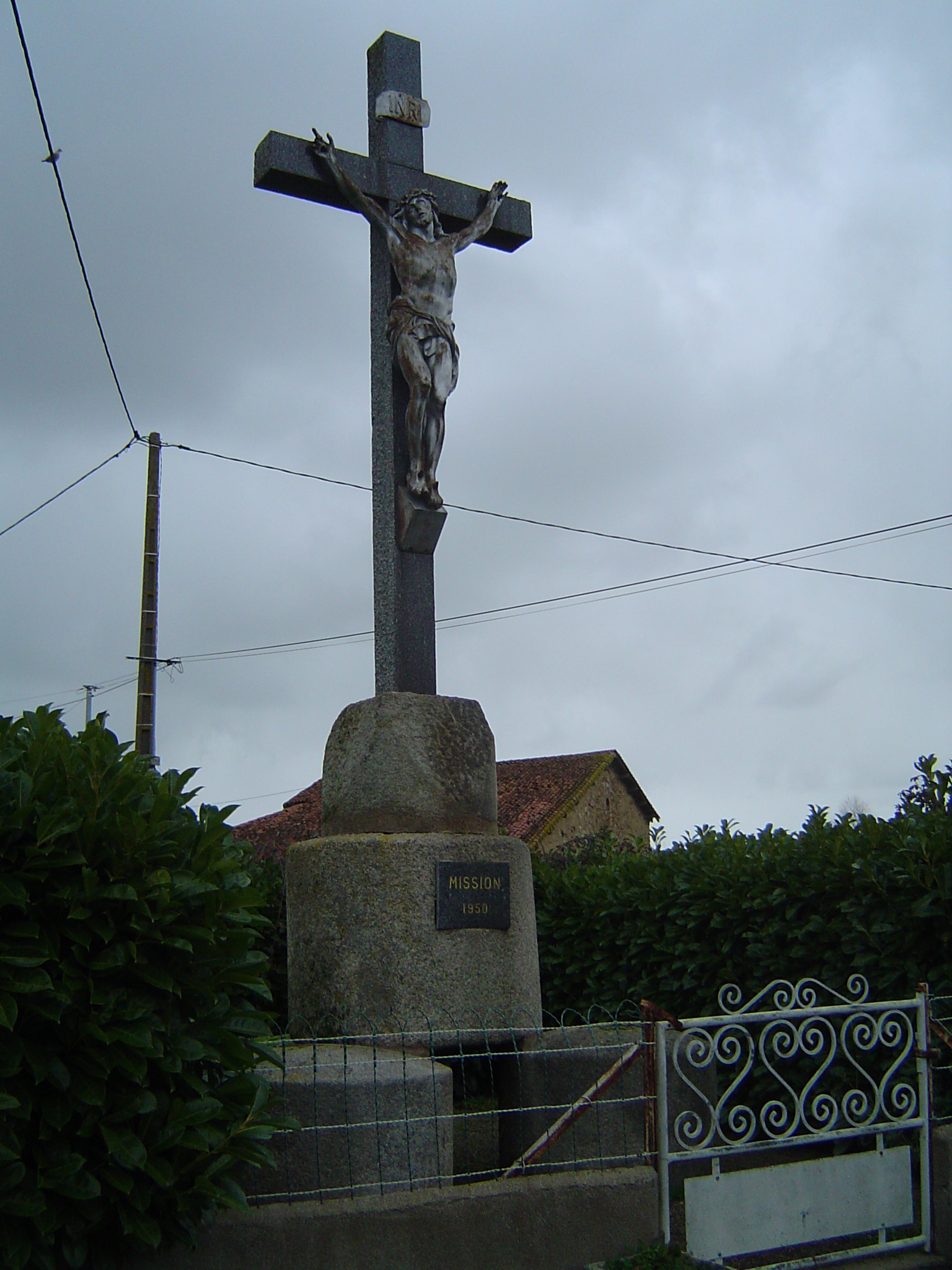
ラ・グランド・トロシュの十字架
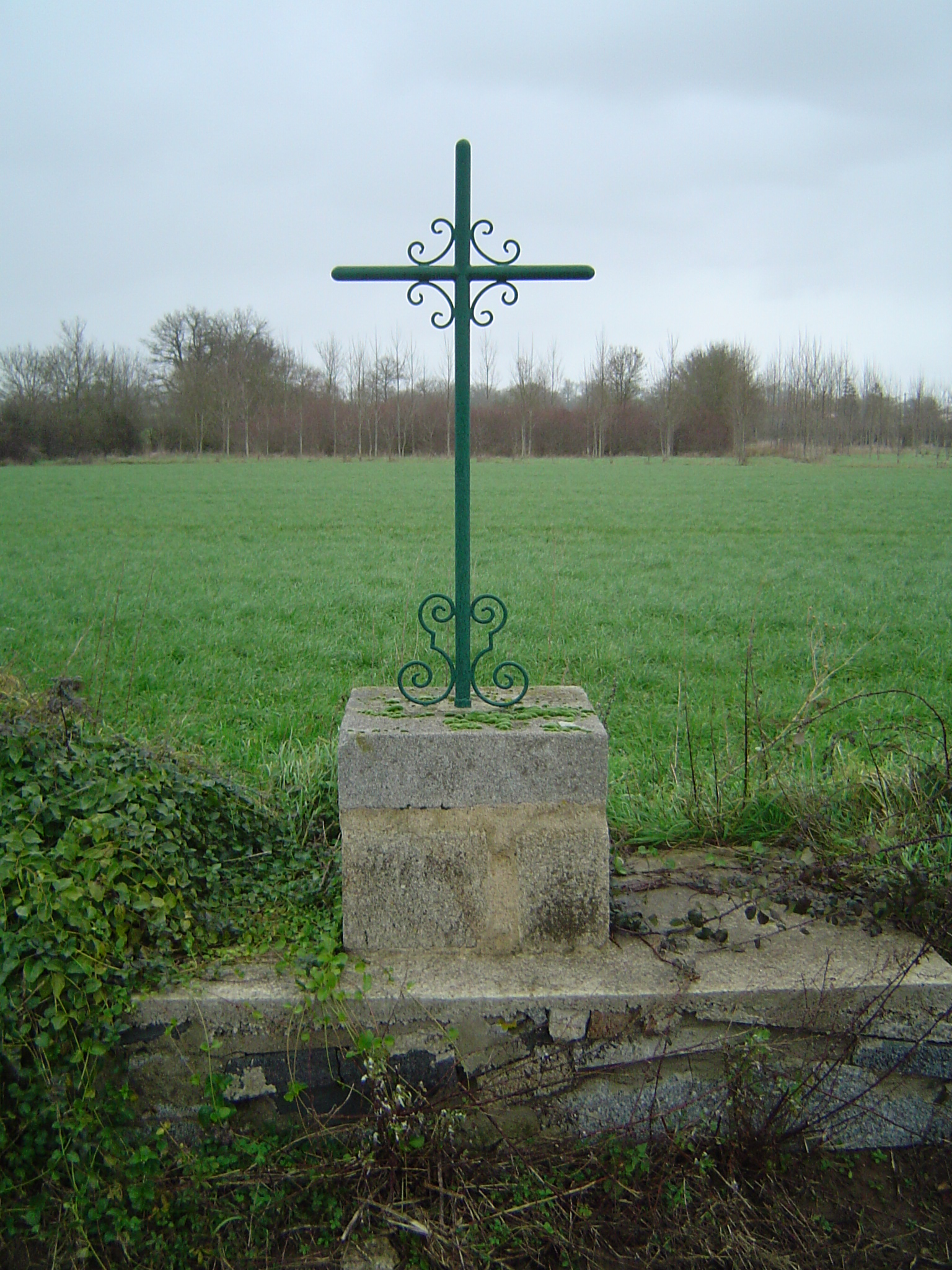
レ・パティスの十字架
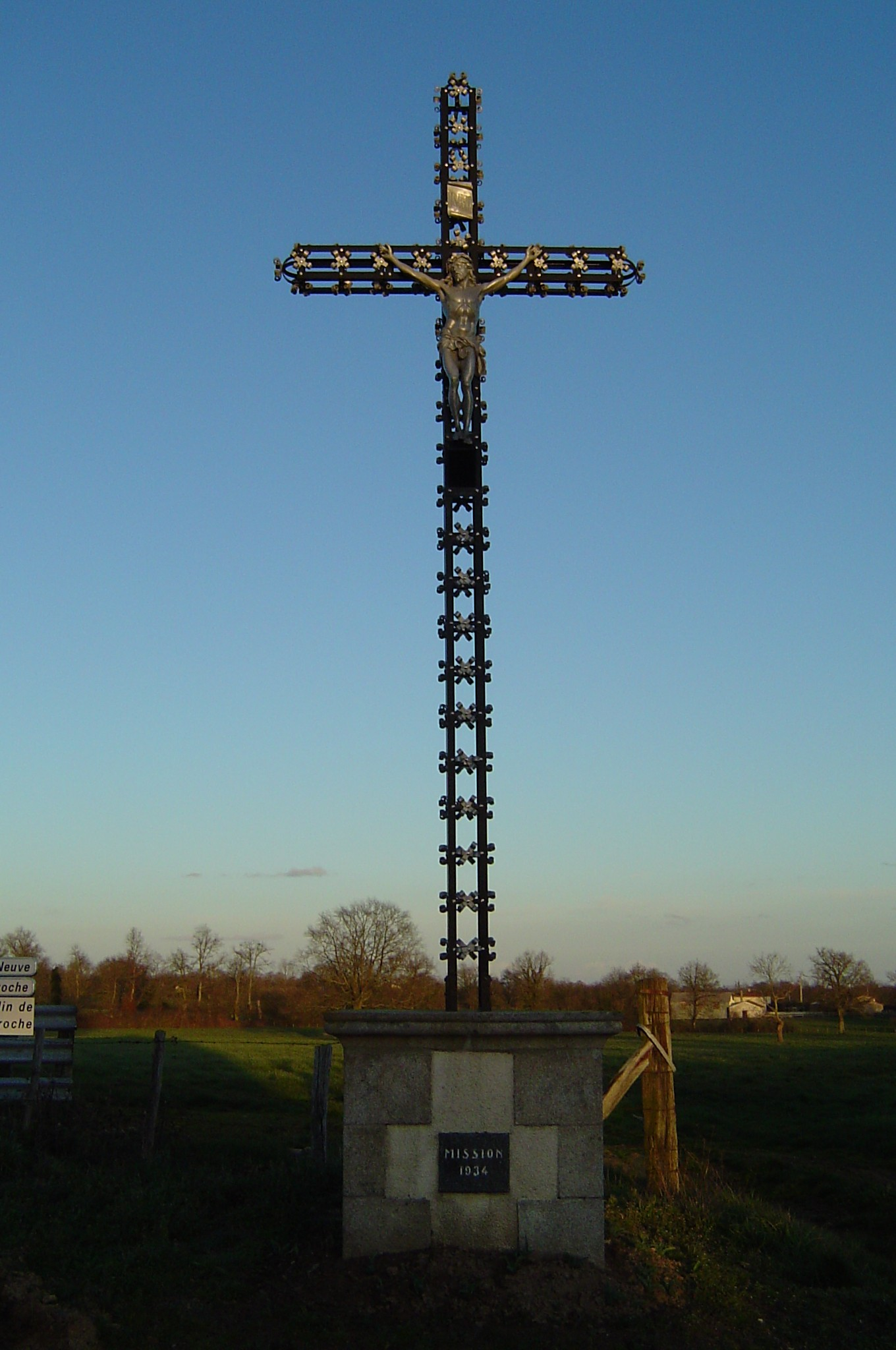
サン・ジャックの十字架
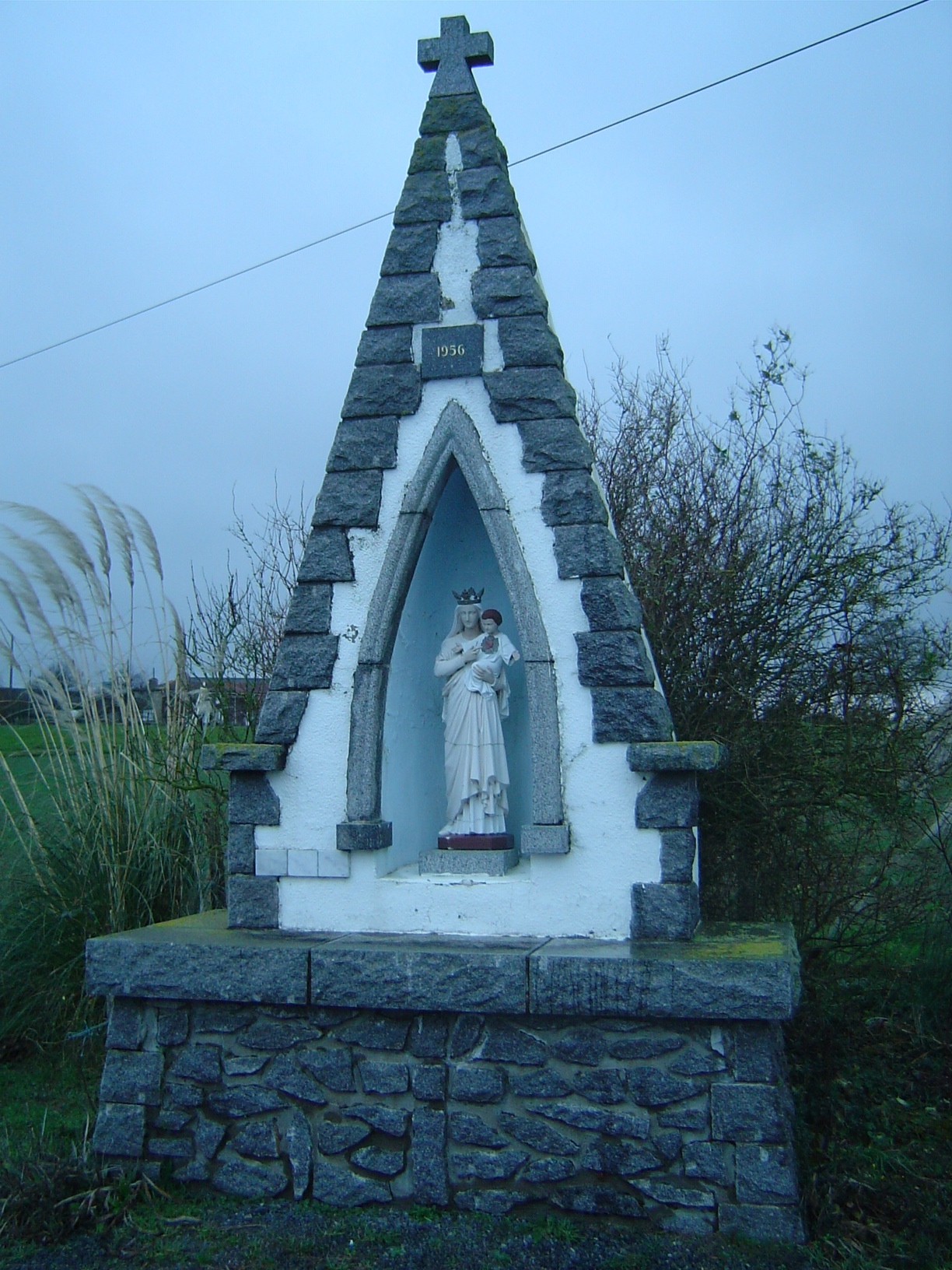
ラ・バルドニエール礼拝堂
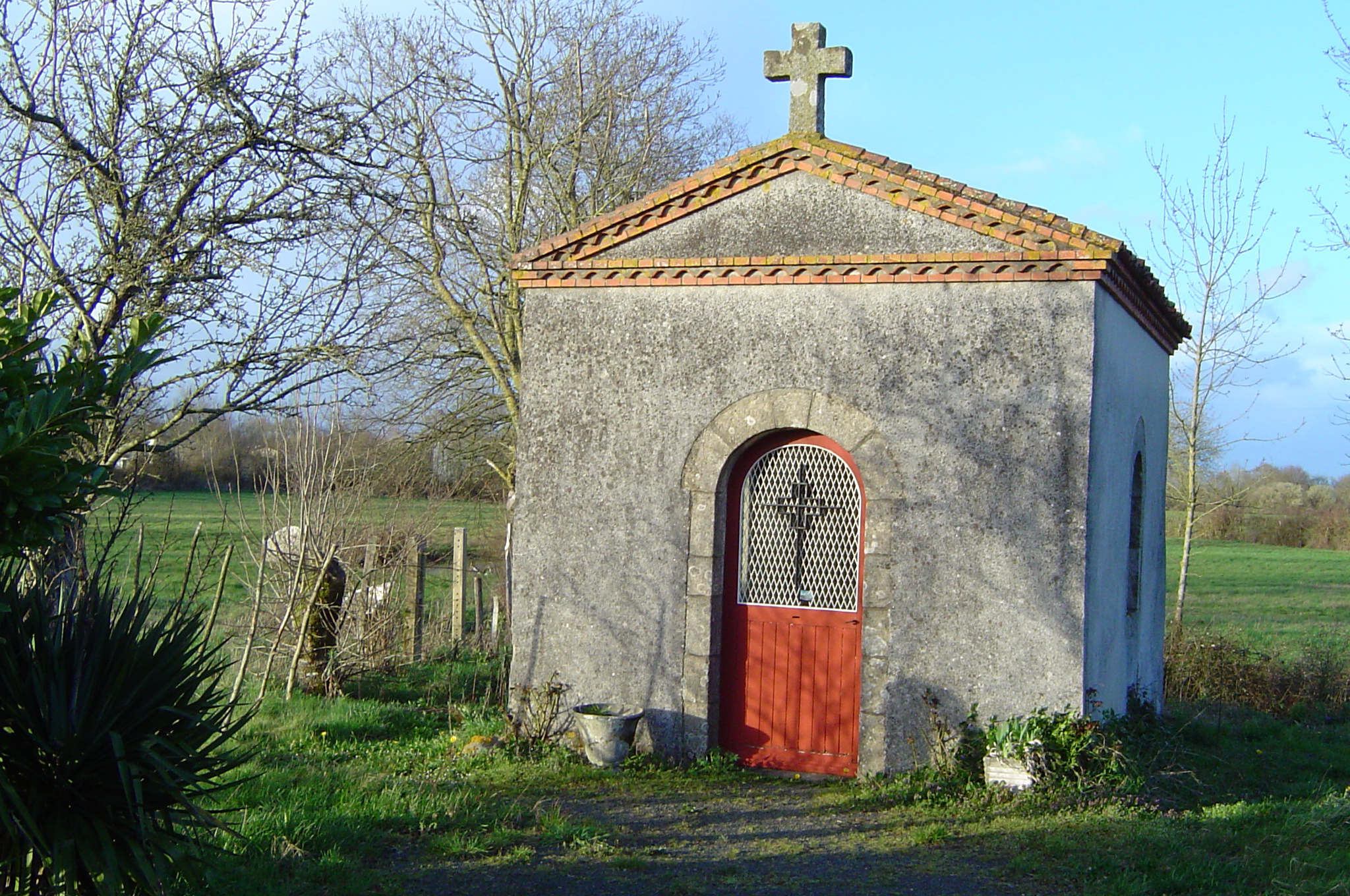
ラ・グランド・トロシュのノートルダム礼拝堂
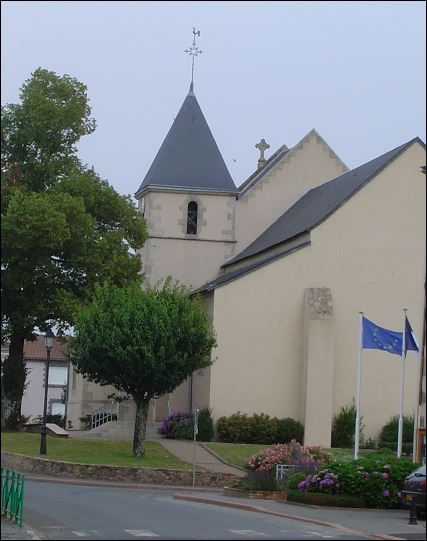
サン・ジャン・バティスト教会